# Okręg wyborczy Brisbane
Okręg wyborczy Brisbane (ang. Division of Brisbane) – jednomandatowy okręg wyborczy do Izby Reprezentantów Australii, położony na terenie miasta Brisbane, od którego czerpie nazwę. Okręg istnieje nieprzerwanie od pierwszych wyborów do parlamentu federalnego Australii w 1901 roku.

## Lista posłów
| okres urzędowania | poseł                     | przynależność                                                                |
| ----------------- | ------------------------- | ---------------------------------------------------------------------------- |
| 1901-1903         | Thomas Macdonald-Paterson | Partia Protekcjonistyczna (1901-1903) niezrzeszony                           |
| 1903-1906         | Millice Culpin            | Australijska Partia Pracy                                                    |
| 1906-1910         | Justin Foxton             | Partia Antysocjalistyczna (1906-1909) Związkowa Partia Liberalna (1909-1910) |
| 1910-1919         | William Finlayson         | Australijska Partia Pracy                                                    |
| 1919-1931         | Donald Charles Cameron    | Nacjonalistyczna Partia Australii                                            |
| 1931-1961         | George Lawson             | Australijska Partia Pracy                                                    |
| 1961-1975         | Manfred Cross             | Australijska Partia Pracy                                                    |
| 1975-1980         | Peter Johnson             | Liberalna Partia Australii                                                   |
| 1980-1990         | Manfred Cross             | Australijska Partia Pracy                                                    |
| 1990-2010         | Arch Bevis                | Australijska Partia Pracy                                                    |
| 2010-2016         | Teresa Gambaro            | Liberal National Party of Queensland                                         |
| od 2016           | Trevor Evans              | Liberal National Party of Queensland                                         |

źródło: